# Yunus Mallı
Yunus Mallı (Kassel, 24 de fevereiro de 1992) é um futebolista turco-alemão que atua como meio-campo do Kasımpaşa e da Seleção Turca. 

## Carreira
Mallı começou sua carreira em times de base da Alemanha e jogou até junho de 2011, até ingressar no Mainz 05 por transferência livre, com contrato até 30 de julho de 2018 e com uma cláusula de rescisão de 9 milhões de euros..Em janeiro de 2017 foi anunciado como reforço do Wolfsburg por aproximadamente 12 milhões de euros até junho de 2021.
Ele fez parte do elenco da Seleção Turca de Futebol da Eurocopa de 2016.